# Лейковский, Юрий Александрович
Юрий Александрович Лейковский — российский учёный и хозяйственный деятель, с 1980 года генеральный директор производственного объединения (с 1993 ОАО) «Кадви» (Калуга). Сейчас уже ПАО "Кадви". Лауреат Государственной премии СССР.
Родился 25 июля 1943 года недалеко от г. Чита в поселке железнодорожной станции Карымское в семье военнослужащего.
С 1953 года жил в г. Сызрань. После школы поступил в техникум при Сызранском заводе тяжелого машиностроения, а после его окончания — на вечернее отделение машиностроительного института. На втором курсе перевелся на дневное отделение Куйбышевского индустриального института.
28 января 1967 года приехал в Калугу  и 4 февраля поступил на только что построенный  опытный моторный завод на должность механика. Через год назначен заместителем начальника, а потом начальником цеха.
Начальник производства (1972), затем зам. директора по производству. В 1978 г. заочно окончил Московский институт управления им. С. Орджоникидзе. 31 декабря 1980 года приказом Министерства авиационной промышленности СССР назначен директором Калужского моторостроительного завода (с 1993 ОАО «Кадви»).
Лауреат Государственной премии СССР (1982). Лауреат премии Правительства Российской Федерации 2010 года в области науки и техники. Заслуженный машиностроитель (1996).
Награждён орденом Трудового Красного Знамени, медалью «За укрепление боевого содружества», нагрудным знаком «Почётный авиастроитель».
Почетный гражданин Калуги. Награждён высшей региональной наградой — медалью «За особые заслуги перед Калужской областью» I степени.